# 1965 en musique classique
| \| • Retour à la chronologie générale de la musique classique • \| |
| Grèce • Rome • Haut Moyen Âge • VIIIe siècle • IXe siècle • Xe siècle • XIe siècle XIIe siècle • XIIIe siècle • XIVe siècle • XVe siècle • XVIe siècle • XVIIe siècle XVIIIe siècle • XIXe siècle • XXe siècle • XXIe siècle |
| • Retour à la chronologie générale de la musique classique • |

| Années en musique classique : 1962 - 1963 - 1964 - 1965 - 1966 - 1967 - 1968    |
| Décennies en musique classique : 1930 - 1940 - 1950 - 1960 - 1970 - 1980 - 1990 |

## Événements

### Créations
- 14 janvier : Métaboles d'Henri Dutilleux, créé par l'Orchestre de Cleveland dirigé par George Szell.
- 26 janvier : Dans la chaleur vacante de Betsy Jolas, créé par l'orchestre de l'ORTF, dirigé par Gilbert Amy.
- Janvier-mars : création de It's Gonna Rain de Steve Reich considéré comme étant la pièce séminale du travail de Reich, et une composition majeure de la musique de phase.
- 5 mars : la Symphonie no 8 de Walter Piston, par l'Orchestre symphonique de Boston sous la direction d'Erich Leinsdorf.
- 26 avril : la Symphonie no 4 de Charles Ives, créée à New York près de cinquante ans après sa composition en 1916, l'œuvre est dirigée par Leopold Stokowski à la tête de l'American Symphony Orchestra, assisté de  José Serebrier et David Katz (en).
- 18 mai : création du Concerto pour violon de William Bergsma.
- 15 juillet : Chichester Psalms de Leonard Bernstein, créé à New York par l'Orchestre philharmonique de New York dirigé par le compositeur.
- 11 décembre : La Princesse de Clèves, opéra de Jean Françaix et Marc Lanjean, créé à Rouen.
- 11 décembre : Notre-Dame de Paris, ballet de Roland Petit et Maurice Jarre créé à l'Opéra de Paris.

### Autres
- 1er janvier : concert du nouvel an de l'orchestre philharmonique de Vienne au Musikverein, dirigé par Willi Boskovsky.

- 9 mai : premier récital à New York de Vladimir Horowitz après 12 ans d’absence.
- 27 mai : Création de l'Orchestre symphonique de la radio-télévision espagnole.
- 5 juillet : Maria Callas interprète Tosca lors du gala de la famille royale au Covent Garden pour sa dernière représentation scénique.

#### Date indéterminée
- Création du Bach-Collegium Stuttgart par Helmuth Rilling.
- Création du Concours international de violon Jean Sibelius à Helsinki.
- Création de l'Orchestre de chambre d'Israël par Gary Bertini.
- Création de l'Orchestre symphonique de la radio suédoise.
- Création de l'Orchestre symphonique métropolitain de Tokyo.
- Création de l'ensemble Ars Antiqua de Paris.

## Prix
- Oleg Kagan obtient le 1er prix de violon du Concours international de violon Jean-Sibelius.
- Martha Argerich obtient le 1er prix de piano du Concours international de piano Frédéric-Chopin.
- Leonard Bernstein reçoit le Prix musical Léonie-Sonning.
- Giselher Klebe reçoit le Prix Hans-Werner-Henze.

## Naissances

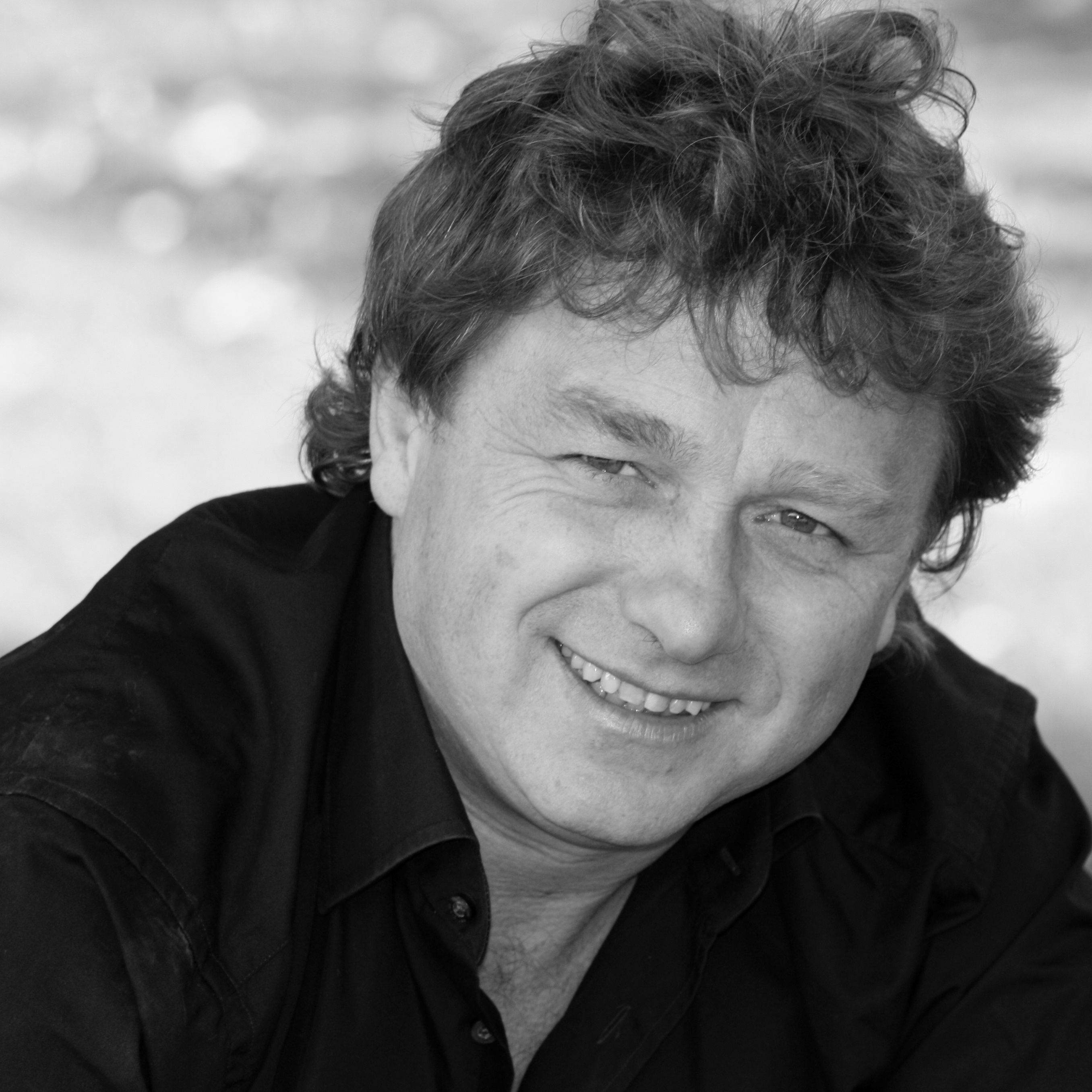
Marc Laho

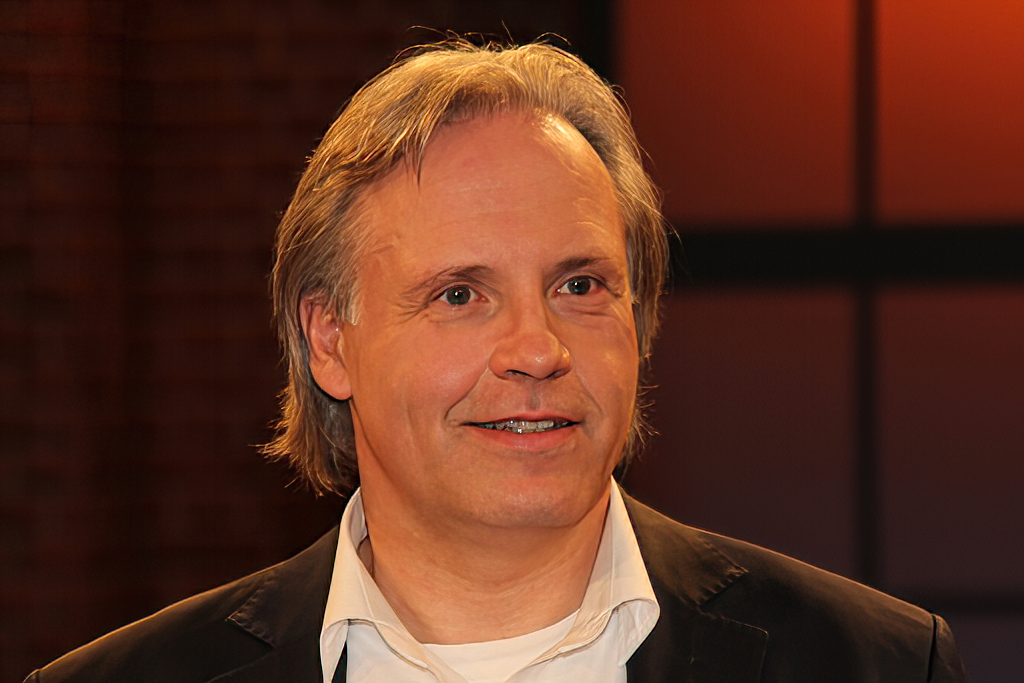
Markus Stenz

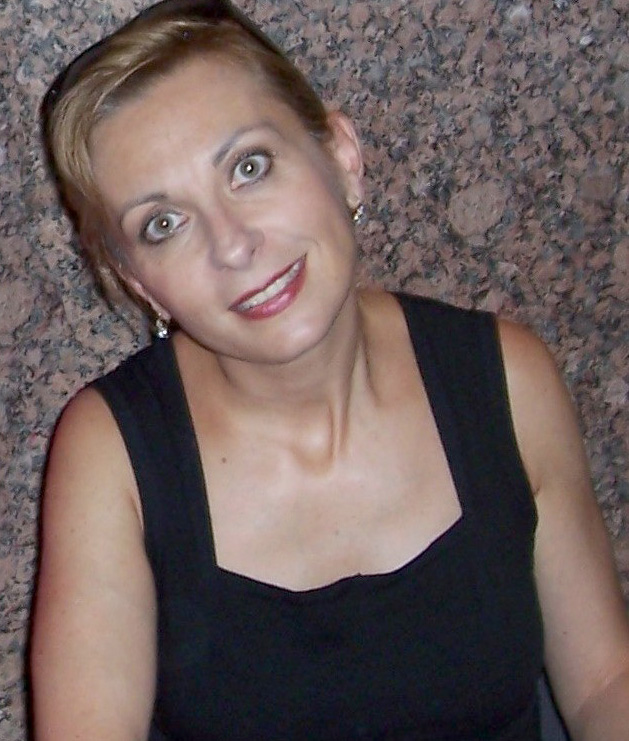
Natalie Dessay

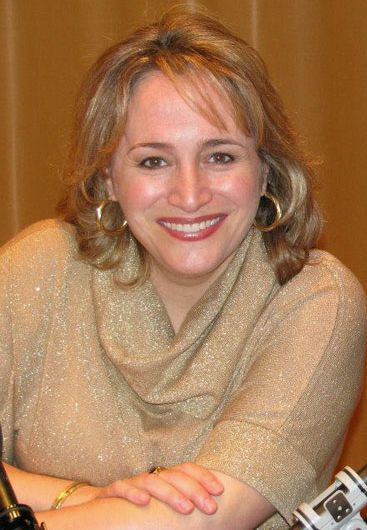
Patricia Racette

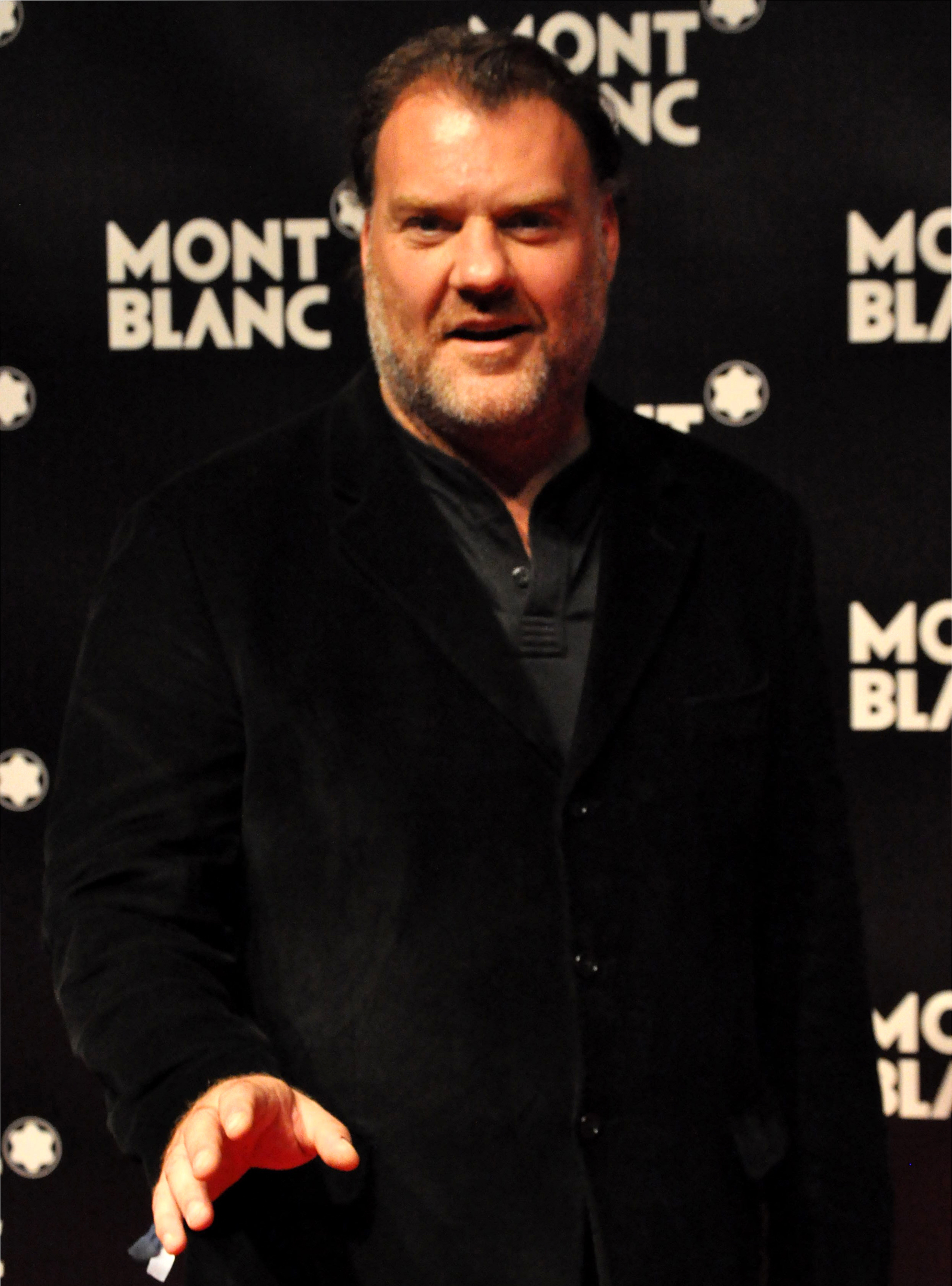
Bryn Terfel

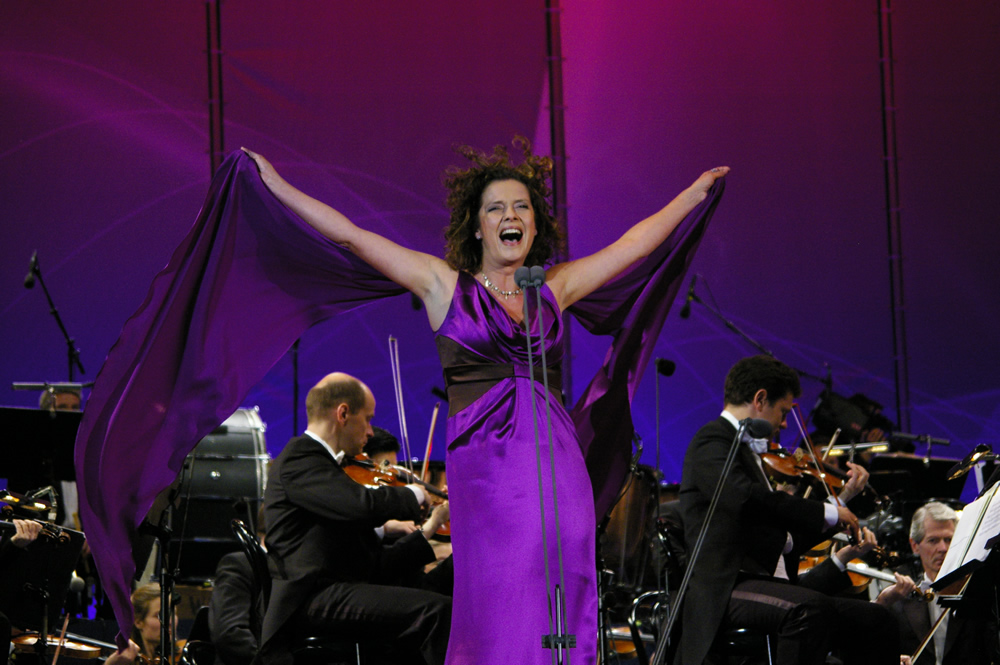
Angelika Kirchschlager

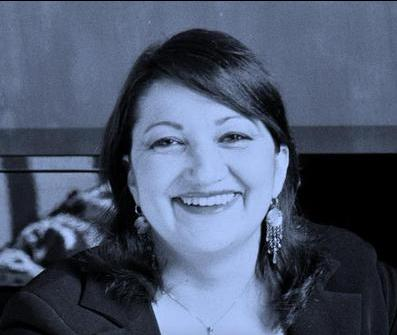
Valérie Palma

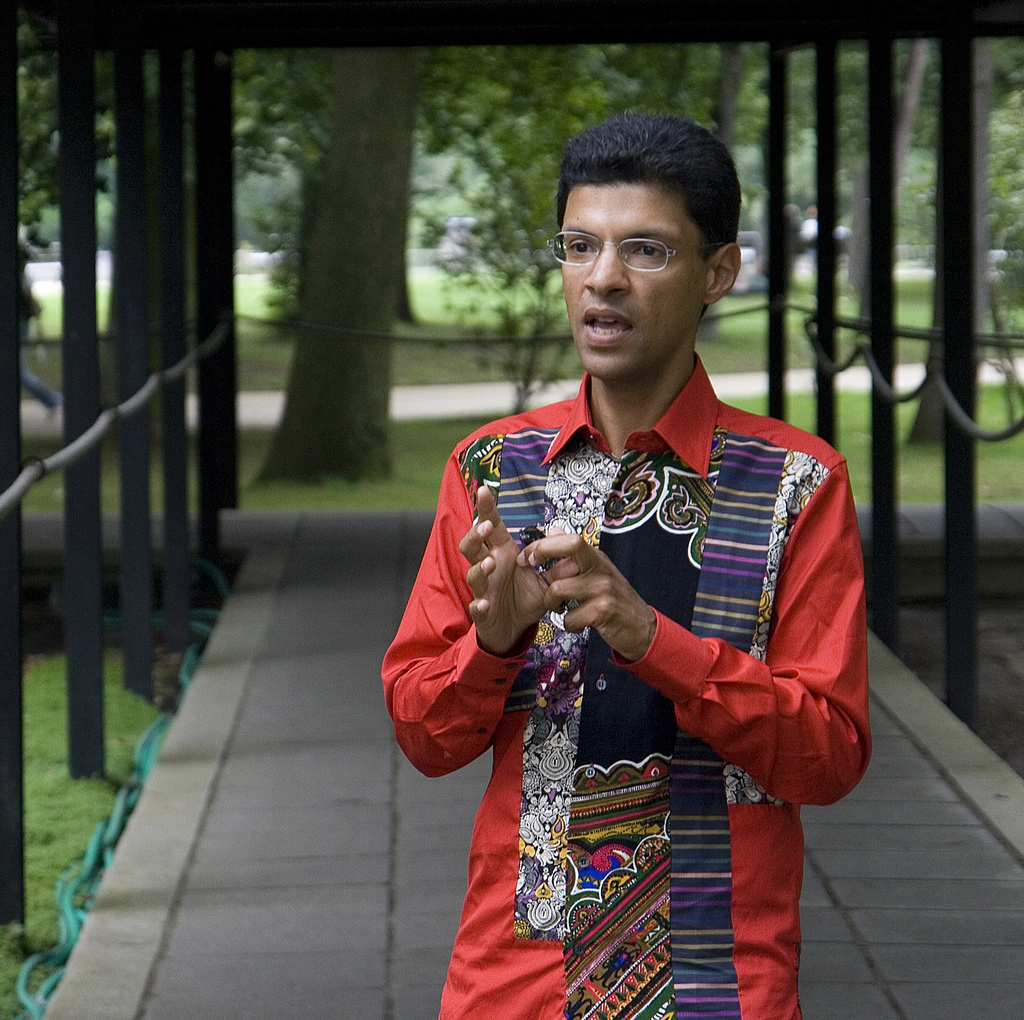
Thierry Pécou

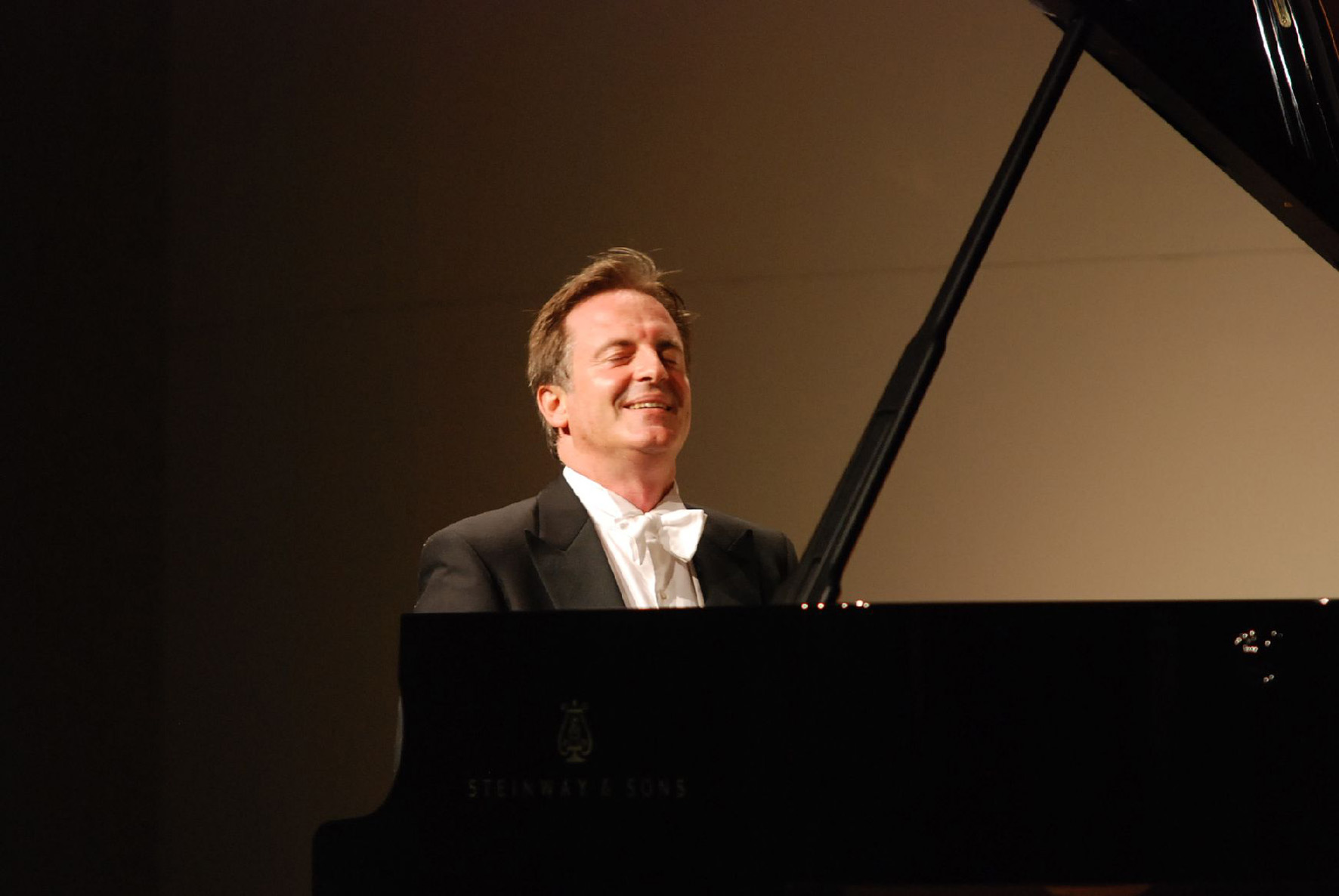
Alfredo Perl

- 11 janvier : Bertrand de Billy, chef d'orchestre français.
- 12 janvier : Michele Pertusi, chanteur d'opéra italien.
- 14 janvier : Andrew Manze, violoniste et chef d'orchestre britannique.
- 15 janvier : Marc Laho, ténor belge.
- 20 janvier : François Daudet, pianiste français.
- 27 janvier : Ken Itō, compositeur, chef d'orchestre et écrivain japonais.
- 31 janvier : Ofra Harnoy, violoncelliste canadienne.
- 19 février : Gil Mehmert, metteur en scène allemand.
- 27 février : Frank Peter Zimmermann, violoniste allemand.
- 28 février : Markus Stenz, chef d'orchestre allemand.
- 3 mars : Christine Schäfer, soprano allemande.
- 5 mars : Paul Meyer, clarinettiste et chef d'orchestre français.
- 24 mars : Marie-Ange Leurent, organiste et pédagogue française.
- 9 avril : Yannick Simon, musicologue français.
- 19 avril :
  - Natalie Dessay, cantatrice française.
  - Lilya Zilberstein, pianiste russe.
- 28 avril : Rudi Jacques,  organiste, claveciniste et facteur d'orgues belge († 19 août 2024).
- 6 mai : Nathalie Stutzmann, contralto française.
- 8 mai : Thierry Escaich, compositeur français.
- 12 mai : Geert D'hollander, musicien classique belge.
- 20 mai : Florence Guilmault, soprano française.
- 29 mai : Giovanni Verrando, compositeur italien.
- 30 mai : Bernard Zinck, violoniste français.
- 3 juin : 
  - Peter Mattei, chanteur d'opéra baryton suédois.
  - Albrecht Mayer, hautboïste allemand.
- 5 juin : Sandrine Piau, soprano française.
- 13 juin : Sharon Coste, soprano française.
- 16 juin : Youri Khanon, compositeur et homme de lettres russe.
- 17 juin : Brice Pauset, compositeur français.
- 23 juin : Patricia Racette, soprano américaine.
- 1er juillet : Tito Beltrán, chanteur d'opéra suédo-chilien.
- 8 juillet : Andrea Lucchesini, pianiste italien.
- 18 juillet : Vesselina Kasarova, mezzo-soprano bulgare.
- 19 juillet : Martín Palmeri, compositeur et chef d'orchestre argentin.
- 21 juillet : Thierry Huillet, pianiste et compositeur français.
- 4 août : Richard Tognetti, violoniste et compositeur australien.
- 20 août : Daniel Hess, compositeur suisse.
- 28 août : Andrés Cea, organiste espagnol.
- 31 août : Giovanni Bellucci, pianiste italien.
- 3 septembre : Stefan Dohr, corniste allemand.
- 6 septembre : Atsuhiko Gondai, compositeur japonais.
- 7 septembre : Angela Gheorghiu, soprano roumaine.
- 10 septembre : Frédéric Bélier-Garcia, metteur en scène français de théâtre, d’opéra, scénariste.
- 12 septembre : Patricia Bosshard, compositrice vaudoise.
- 21 septembre : 
  - Benjamin-Gunnar Cohrs, chef d'orchestre, professeur de musique et compositeur allemand († 21 novembre 2023).
  - Juanjo Mena, chef d'orchestre espagnol.
- 25 septembre : Caroline Fèvre, mezzo-soprano française.
- 26 septembre : Pascal Bertin, contreténor français.
- 28 septembre : Jean-Paul Montagnier, musicologue et universitaire français.
- 2 octobre : 
  - Ferhan et Ferzan Önder, pianistes turco-autrichiennes.
  - Stefan Vladar, pianiste et chef d'orchestre autrichien.
- 26 octobre : Sakari Oramo, chef d'orchestre finlandais.
- 1er novembre : Patrik Ringborg, chef d'orchestre suédois.
- 9 novembre : Bryn Terfel, chanteur d'opéra de voix baryton-basse.
- 18 novembre : Alexandros Markeas, compositeur franco-grec.
- 24 novembre : Angelika Kirchschlager, mezzo-soprano autrichienne.
- 25 novembre : Moritz Eggert, pianiste et compositeur allemand.
- 26 novembre : Katarina Karnéus, chanteuse d'opéra mezzo-soprano suédoise.
- 27 novembre : Valérie Palma, cantatrice française.
- 29 novembre : Joakim Sandgren, compositeur suédois.
- 7 décembre :
  - Sophie Watillon, gambiste belge († 31 août 2005).
  - Christine Ann Atallah, soprano canadienne.
- 30 décembre : Daniel Froschauer, violoniste autrichien.

### Date indéterminée
- Giovanni Antonini, flûtiste à bec et chef d'orchestre italien.
- Michel Beauchamp, guitariste québécois.
- Claude Brendel, chef d’orchestre français.
- Carole Cerasi, claveciniste, pianofortiste et professeure de musique classique suédoise.
- Fabienne Chanoyan, soprano lyrique française.
- Sergio Ciomei, pianiste, organiste  et claveciniste italien.
- Sadie Harrison, compositrice britannique.
- Friederike Heumann, gambiste allemande.
- Hitomi Kaneko, compositrice japonaise.
- Lothar Koenigs, chef d'orchestre allemand.
- Marc Laforet, pianiste français.
- Mario Martinoli, claveciniste et fortepianiste italien.
- Thilo Muster, organiste d'origine allemande.
- Catherine Naglestad, artiste lyrique soprano américaine.
- Thierry Pécou, compositeur français de musique contemporaine.
- Alfredo Perl, pianiste et chef d'orchestre Chilien-allemand.
- Hille Perl, gambiste allemande.
- Emmanuel Plasson, chef d'orchestre français.
- Christina Pluhar, musicienne autrichienne, harpiste, luthiste et joueuse de théorbe.
- Massimo Quarta, violoniste italien.
- Jeannette Sorrell, chef d'orchestre et claveciniste américaine.
- Emmanuel Strosser, pianiste français.
- Hilary Summers, contralto dramatique galloise.
- Fabio Tognetti, compositeur suisse.
- Klára Würtz, pianiste hongroise.
- Wen-Sinn Yang, violoncelliste suisse.

## Décès

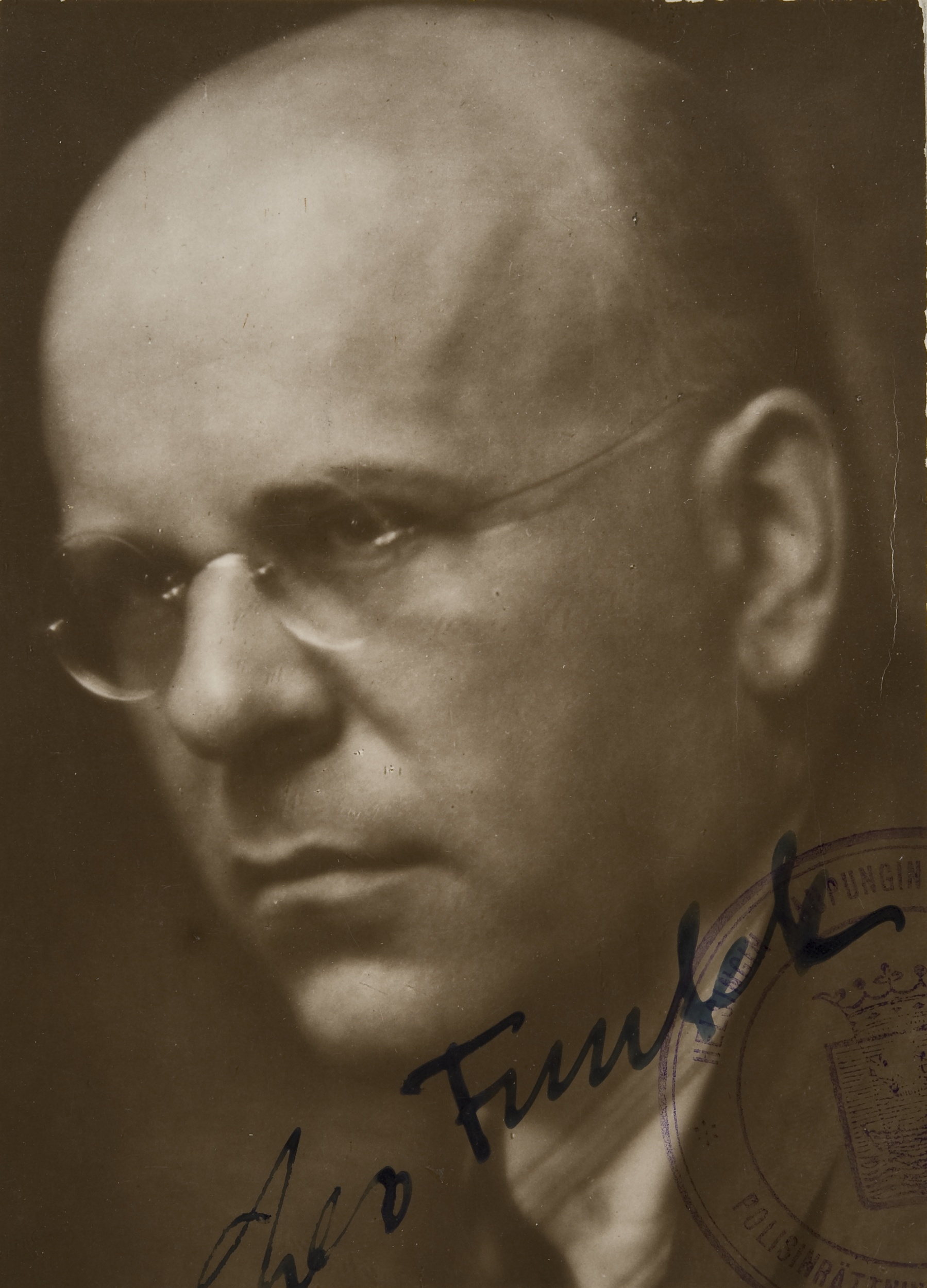
Leo Funtek

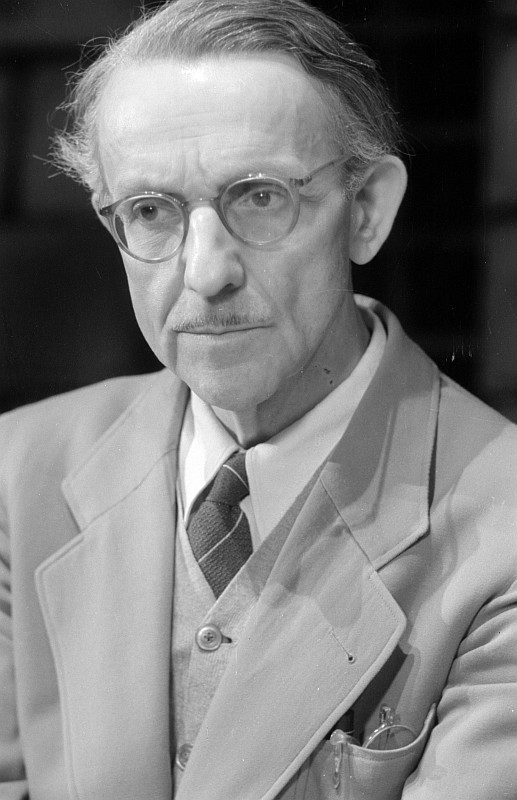
Michael Bohnen

- 8 janvier : Aloÿs Fornerod, compositeur, enseignant, directeur de formations musicales et musicien vaudois (° 6 janvier 1890).
- 13 janvier : Leo Funtek, violoniste, chef d'orchestre, professeur de musique et orchestrateur slovène (° 21 août 1885).
- 26 janvier : Umberto Ravetta, évêque, maître de chapelle et chef de chœur italien (° 22 décembre 1884).
- 29 janvier : Sante Zanon, compositeur italien (° 2 février 1899).
- 8 février : Winifred Christie, pianiste britannique (° 26 février 1882).
- 14 février : Désiré-Émile Inghelbrecht, chef d'orchestre et compositeur français (° 17 septembre 1880).
- 10 mars : Beatrice Harrison, violoncelliste britannique (° 9 décembre 1892).
- 25 mars : Giorgio Federico Ghedini, compositeur italien (° 11 juillet 1892).
- 26 avril :
  - Michael Bohnen, chanteur d'opéra et acteur allemand (° 2 mai 1887).
  - Aaron Avshalomov, compositeur russe (° 11 novembre 1894).
- 8 juin : Erik Chisholm, compositeur, pianiste, musicologue et chef d'orchestre écossais (° 4 janvier 1904).
- 17 juillet : Eugène Bigot, chef d'orchestre et compositeur français (° 28 février 1888).
- 24 juillet : Louis Gava, musicien français (° 26 août 1891).
- 27 juillet : Maurice Yvain, compositeur français (° 12 février 1891).
- 1er août : Kiyoshi Nobutoki, compositeur, violoncelliste et professeur japonais (° 29 décembre 1887).
- 11 septembre : Willem van Hoogstraten, violoniste et chef d'orchestre néerlandais (° 18 mars 1884).
- 7 octobre : Benoît Poirier, organiste, pianiste, compositeur et professeur de musique canadien (° 17 octobre 1882).
- 10 octobre : Hermann Uhde, baryton wagnérien allemand (° 20 juillet 1914).
- 23 octobre : Suzanne Demarquez, compositrice, critique musical et professeur française (° 5 juillet 1891).
- 25 octobre : Hans Knappertsbusch, chef d'orchestre allemand (° 12 mars 1888).
- 2 novembre : Paquita Madriguera, pianiste et compositrice catalane (° 24 septembre 1900).
- 6 novembre : Edgard Varèse, compositeur français naturalisé américain (° 22 décembre 1883).
- 7 novembre : Friedrich Wildgans, compositeur autrichien (° 5 juin 1913).
- 23 novembre : Herbert Windt, compositeur allemand (° 15 septembre 1894).
- 24 novembre : František Stupka, chef d'orchestre, violoniste et pédagogue tchèque (° 18 janvier 1879).
- 25 novembre : Myra Hess, pianiste anglaise (° 25 février 1890).
- 4 décembre : Franz Völker, ténor allemand (° 31 mars 1899).
- 10 décembre : Henry Cowell, compositeur, pianiste, théoricien, professeur, éditeur et imprésario américain (° 11 mars 1897).
- 16 décembre : Tito Schipa, ténor italien (° 27 décembre 1888).
- 21 décembre : Claude Champagne, compositeur canadien (° 27 mai 1891).
- 29 décembre : Kōsaku Yamada, compositeur et chef d'orchestre japonais (° 9 juin 1886).